# 에른스트 프리드리히 폰 슐로트하임

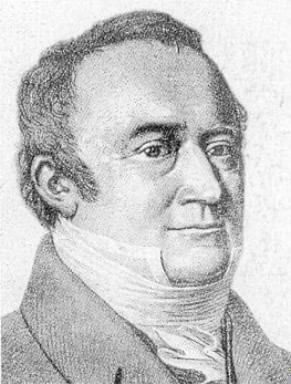

에른스트 프리드리히 폰 슐로트하임 남작(Ernst Friedrich, Freiherr von Schlotheim, 1764년 4월 2일 ~ 1832년 3월 28일)은 독일의 고생물학자이다.
화석을 이용하여 지층의 상대 연령을 정하는 방법을 창시하였다.